# Episodi di 14º Distretto (ventiduesima stagione)
La ventiduesima stagione della serie televisiva 14º Distretto è stata trasmessa in anteprima in Germania da Das Erste tra il 31 marzo 2008 e il 4 agosto 2008.
| nº | Titolo originale                                           | Titolo italiano | Prima TV Germania | Prima TV Italia |
| -- | ---------------------------------------------------------- | --------------- | ----------------- | --------------- |
| 1  | St. Pauli rettet HSV                                       |                 | 31 marzo 2008     |                 |
| 2  | Das Geheimnis des Hafenpastors                             |                 | 7 aprile 2008     |                 |
| 3  | Der Straßenmusikant                                        |                 | 14 aprile 2008    |                 |
| 4  | Neben der Spur                                             |                 | 21 aprile 2008    |                 |
| 5  | Katjas Job                                                 |                 | 28 aprile 2008    |                 |
| 6  | Von Träumen und Schiffen                                   |                 | 5 maggio 2008     |                 |
| 7  | Das Erfolgsgeheimnis                                       |                 | 19 maggio 2008    |                 |
| 8  | Schatten der Vergangenheit                                 |                 | 26 maggio 2008    |                 |
| 9  | Al dente                                                   |                 | 2 giugno 2008     |                 |
| 10 | Nichts als Lügen                                           |                 | 23 giugno 2008    |                 |
| 11 | Morgendliche Begleitung                                    |                 | 30 giugno 2008    |                 |
| 12 | Der Unberührbare                                           |                 | 7 luglio 2008     |                 |
| 13 | Prüfungen                                                  |                 | 14 luglio 2008    |                 |
| 14 | Leben kommt, Leben geht                                    |                 | 21 luglio 2008    |                 |
| 15 | Drei Tage                                                  |                 | 28 luglio 2008    |                 |
| 16 | Zukunftspläne                                              |                 | 4 agosto 2008     |                 |
| 17 | Die Akte 'Großstadtrevier' - Neues aus dem Großstadtrevier |                 | 23 dicembre 2008  |                 |